# Tournoi de qualification pour la Coupe du monde de cricket
Le Tournoi de qualification pour la Coupe du monde de cricket ou ICC World Cup Qualifier, anciennement Trophée de l'ICC (ICC Trophy) est une compétition internationale de cricket organisée tous les quatre ans par l'International Cricket Council. Il est réservé aux membres associés ou affiliés à l'ICC qui peuvent s'y qualifier par le biais de tournoi régionaux. Les nations majeures du cricket mondial, qui ont le statut de test, ne participent donc pas à ce tournoi.
Huit nations l'ont déjà remporté depuis sa création en 1979 : le Sri Lanka, qui est la seule nation à avoir gagné à la fois l'ICC Trophy et la Coupe du monde de cricket, le Zimbabwe, les Émirats arabes unis, le Bangladesh, les Pays-Bas et l'Écosse
Le Zimbabwe, avant d'obtenir le statut de test, a remporté la compétition trois fois, ce qui est le record de victoires dans l'épreuve.
Trois des anciens vainqueurs de la compétition ont aujourd'hui le statut test : le Zimbabwe, le Sri Lanka et le Bangladesh.
Les meilleures équipes du tournoi se qualifient pour la Coupe du monde et gagnent le droit de disputer des matchs de type ODI entre elles et contre les dix nations ayant le statut de test.

## Palmarès
| Année | Nation(s) hôte(s) | Vainqueur et score                         | Finaliste et score          |
| ----- | ----------------- | ------------------------------------------ | --------------------------- |
| 1979  | Angleterre        | Sri Lanka (324/8, 60 séries)               | Canada (264/5, 60 séries)   |
| 1982  | Angleterre        | Zimbabwe (232/5, 54,3 séries)              | Bermudes (231/8, 60 séries) |
| 1986  | Angleterre        | Zimbabwe (243/9, 60 séries)                | Pays-Bas (218, 58,4 séries) |
| 1990  | Pays-Bas          | Zimbabwe (198/4, 54,2 séries)              | Pays-Bas (197/9, 60 séries) |
| 1994  | Kenya             | Émirats arabes unis (282/8, 49,1 séries)   | Kenya (281/6, 50 séries)    |
| 1997  | Malaisie          | Bangladesh (166/8, 25 séries, méthode D/L) | Kenya (241/7, 50 séries)    |
| 2001  | Canada            | Pays-Bas (196/8, 50 séries)                | Namibie (195/9, 50 séries)  |
| 2005  | Irlande           | Écosse (324/8, 50 séries)                  | Irlande (277/9, 50 séries)  |
| 2009  | Afrique du Sud    | Irlande (188/1, 42,3 séries)               | Canada (185, 48 séries)     |
| 2014  | Nouvelle-Zélande  | Écosse                                     | Émirats arabes unis         |